# Bed Intruder Song
Bed Intruder Song is een lied van The Gregory Brothers en Antoine Dodson. De originele videoclip werd in 2010 het meest bekeken filmpje op YouTube, ruim 57 miljoen keer in dat jaar. Tegen het einde van april 2011 zelfs bijna 80 miljoen keer.
The Gregory Brothers maakten het nummer met geluidsfragmenten van een nieuwsreportage die op 29 juli 2010 werd uitgezonden door het Amerikaanse televisienetwerk WAFF. Het lied is vooral opgebouwd uit het geëmotioneerde interview met Antoine Dudson die vertelt over een inbraak waarbij zijn zus Kelly aangerand werd. Hij geeft een signalement van de dader en dreigt de dader dat hij hem wel zal vinden. Het nummer bevat korte fragmenten van het interview met Kelly. De toonhoogte van de stemmen werd gemanipuleerd waardoor het lijkt of ze zingen. De videoclip werd een internetmeme en werd getoond in De tv draait door. De single haalde de 89ste plaats in de Billboard Hot 100. The Gregory Brothers stimuleerden anderen eigen versies van het nummer te maken. Hayley Williams (van Paramore), Jordan Pundik (van New Found Glory) en Ethan Luck (van Relient K) maakten een punkversie. Andere covers kwamen onder andere van rappers, drummers en een shamisenspeler en in de stijlen a capella, folk, techno, rock en andere. Het muziekkorps van de North Carolina Agricultural and Technical State University voerde het nummer uit tijdens de Sprite Battle of the Bands en Tony Lucca, de skagroep Suburban Legends en de Canadese singer-songwriter Lights speelden het nummer live op het podium. Antoine Dodson zelf voerde het nummer met Michael Gregory uit tijdens de Black Entertainment Television Hip Hop Awards.

## De auteurs

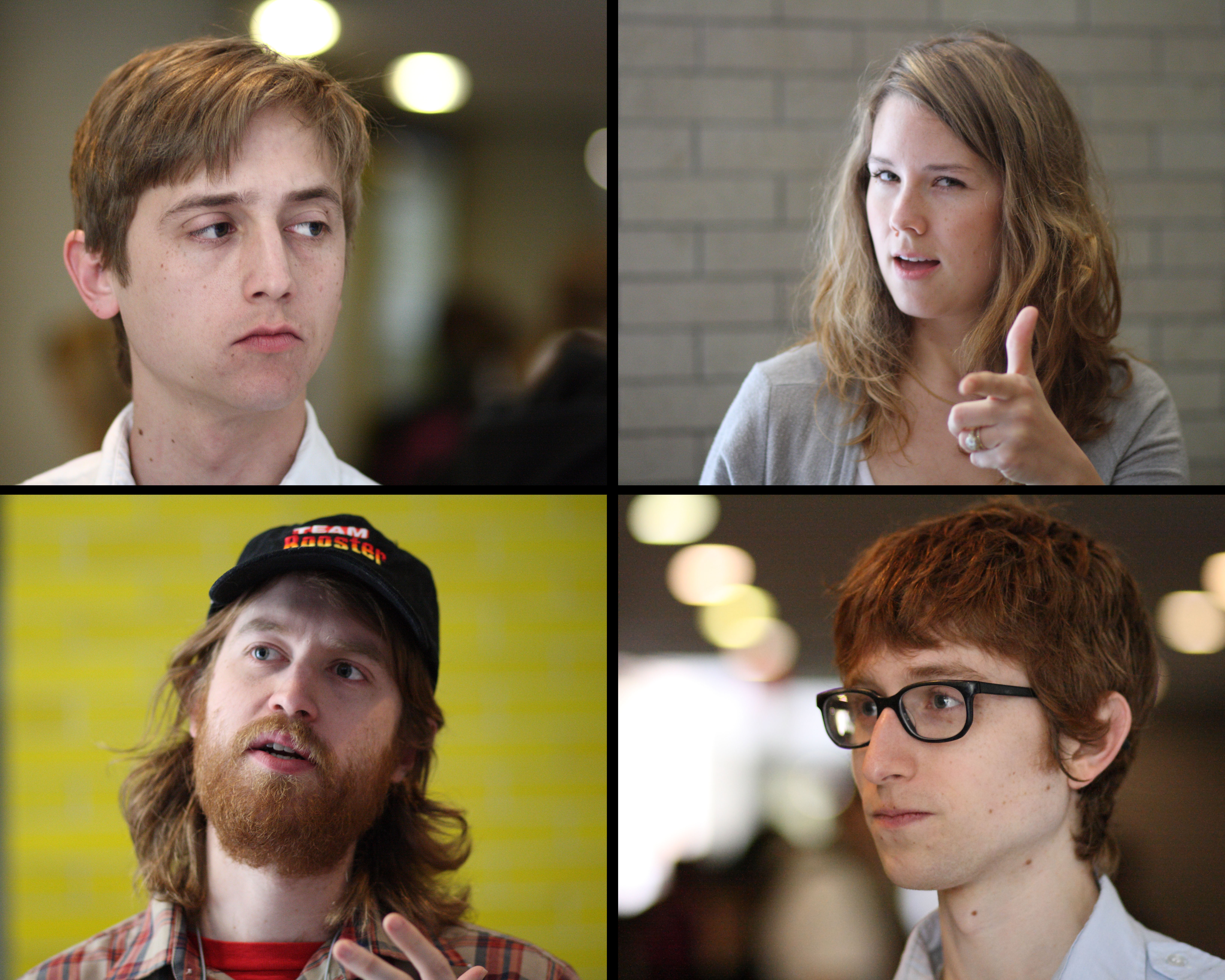
The Gregory Brothers

The Gregory Brothers is een muziekgroep die werd opgericht in 2007. De groep bestaat uit de broers Michael, Andrew Rose en Evan Gregory en diens echtgenote Sarah Fullen Gregory. Ze werden bekend met de internet-muziekvideoclipserie Auto-Tune the News, waar de Bed Intruder Song onderdeel van is. In een interview in augustus 2010 zei de groep in onderhandeling te zijn met Comedy Central over het maken van een televisieprogramma. De groep was winnaar van de Urlies 2010 in de categorie Breakout of the Year (Editors' Choice).
Antoine Dodson werd vermeld als medeauteur van het lied en kreeg de helft van de opbrengst. Hij verdiende aan de verkoop van de digitale single, merchandising en donaties genoeg geld om een huis voor zijn familie te kopen in een veiliger buurt en een stichting op te zetten voor diabetes type 1, waar zijn zus en moeder aan lijden.

## Prijzen
Urlies 2010:
- Meme of the Year (People's and Editors' Choice) - Antoine Dodson/Bed Intruder
- Video of the Year (People's Choice) - Antoine Dodson (Original News Clip)